# Мате Видаковић
Матија Мате Видаковић (Прковци, код Винковаца, 1907 — Скела, код Обреновца, 15. август 1941) био је обућарски радник, учесник Шпанског грађанског рата и Народноослободилачке борбе.

## Биографија
Рођен је 1907. године у селу Прковци, код Винковаца.
После завршене основне школе, изучио је обућарски занат. Као млади радник приступио је револуционарном радничком покрету. Због комунистичке активности је био ухапшен и 18. новембра 1930. године од Државног суда за заштиту државе осуђен на две године затвора.
Током робије у Сремској Митровици, био је члан затворске партијске ћелије КПЈ. Као инструктор Централног комитета Комунистичке партије Југославије у лето 1932. године започео је политичку активност у Војводини. Радио је на формирању и учвршћивању партијских организација у Петровграду, Новом Саду, Суботици и другим местима.
Због опасност од хапшења, напушта Југославију и одлази у Совјетски Савез, где се партијски школовао. Фебруара 1937. године одлази у Шпанију, где на страни Републиканске армије учествује у Шпанском грађанском рату. После пораза Шпанске репубилке, 1939. године, вратио се у Југославију.
После Априлског рата и окупације Краљевине Југославије, 1941. године, дошао је у Београд са специјалним задатком да ради на изради темпираних мина. Илегално је живео и радио на изради темпираних мина, којима су припадници Народноослободилачког покрета извршавали диверзије у окупираном Београду.
У току рада на једној мини, 4. јула 1941. године, дошло је до експлозије у стану у Драгачевској улици број 17 (после рата улица Филипа Кљајића, а данас улица Патријарха Варнаве). Мате је том приликом био тешко рањен - мина му је откинула обе руке. Том приликом је био ухапшен од стране Гестапоа и пребачен у болницу. Заједно са Матом, на изради мина радила је Милица Шуваковић, али је она приликом експлозије била лакше рањена и успела је да побегне. Поред Мате, Гестапо је ухапсио и његове станодавце Јелену и Дану, које су касније биле стрељане.
Мате Видаковић је стрељан 15. августа 1941. године у селу Скели, код Обреновца, заједно са 42 затвореника, доведена из Бањичког логора и затвора Специјалне полиције и 15 мештана. Ово стрељање извршено је у знак одмазде за убиство једног немачког официра и три подофицира. Том приликом окупатор је спалио пола села, а тела стрељаних су била обешена и остављена да висе цео дан.
После рата његови посмртни остаци су сахрањени у Алеју стрељаних родољуба 1941—1944. на Новом гробљу у Београду.
Указом Председништва АВНОЈ-а постхумно је 6. јула 1945. одликован Орденом заслуга за народ првог реда.
Његова несрећа са мином, била је инспирација сценаристима телевизијске серије „Отписани“ и приказана је у епизоди „Гаража“. Његовим именом после рата названа је једна улица на Црвеном Крсту у Београду, али је најпре 1997. преименована у Бојанску, а потом 2019. године у Улицу Велимира Бате Живојиновића.